# Хвитау
Хви́тау (Квитау; исл. Hvítá [ˈkʰviːtau] — «Белая река») — река в Исландии.
Хвитау берёт начало из озера Хвитаурватн, расположенного к юго-востоку от ледника Лаунгйёкюдль, на западе Центральной Исландии. Хвитау течёт в южном направлении, на расстоянии 40 километров от её истоков река образует водопад Гюдльфосс. Притоки: Тунгуфлёт, Бруарау и Стоура-Лахсау.
Хвитау пересекает исландскую низменность у Гримснеса и течёт мимо горы Ингоульфсфьядль. Здесь, сливаясь с Согом, река образует Эльвюсау.
Длина Хвитау вместе с Эльвюсау составляет 185 километров. Из-за своих весенних разливов и водопадов Хвитау и Эльвюсау считаются самыми опасными реками в Исландии.